# Monte Cusna
Monte Cusna – szczyt w Północnych Apeninach, między przełęczami Cerreto i Lagastrello. Szczyt nazywany jest czasem "Uomo Morto" (po polsku: "Martwy Człowiek"), "Uomo che Dorme" ("Śpiący Człowiek") lub "Il Gigante" ("Gigant") ponieważ wyglądem przypomina leżącego człowieka.
W pobliżu szczytu leży miejscowość Villa Minozzo, ok. 3 km od granicy między prowincjami Emilia-Romania i Toskania.